# Паршина, Александра Петровна
Алекса́ндра Петро́вна Па́ршина (урождённая Ана́ньева;  2 ноября 1931, Кулаково, Московская область — 5 октября 2019) — доярка колхоза имени Тельмана Раменского района Московской области. Герой Социалистического Труда (1949). Племянница доярки А. М. Ананьевой.

## Биография
Александра Петровна Ананьева родилась в 1931 году в деревне Кулаково ныне Раменского района Московской области. По национальности русская.
За полгода до её рождения умер отец. Александру воспитывала мать Матрёна Дмитриевна, руководившая молодёжным звеном в овощеводческой бригаде колхоза имени Тельмана и с ранних лет привлекавшая троих своих детей к работе на полях. Зимой во дворе дома делали плетёные циновки для утепления теплиц, где выращивали ранние овощи.
Окончила 4 класса сельской школы. 14-летняя комсомолка Шура Ананьева начала трудовую деятельность в 1945 году дояркой на Михайлово-Слободской молочно-товарной ферме колхоза имени Тельмана. Работа доярок была организована в 2 смены: 1-я смена доила в 4 и 10 часов утра, 2-я смена — в 16 часов дня и 10 часов вечера. Первоначально её напарницей была родная тётя Александра Михайловна Ананьева (сестра отца), которая научила племянницу всем тонкостям доения и кормления коров.
После Шура Ананьева начала работать со своей подругой Груней Маркачёвой. Девушки изо всех сил старались не отставать от старших и более опытных доярок, дав в 1947 году по 2670 кг от каждой из 8 закреплённых за ними коров. По результатам работы в 1948 году Александра Ананьева получала от 8 коров в год 5 213 кг молока, в среднем 191 кг молочного жира на одну корову.
Указом Верховного Совета СССР от 7 апреля 1949 года Александре Петровне Ананьевой было присвоено звание Героя Социалистического Труда с вручением ордена Ленина и золотой медали «Серп и Молот» за получение высокой продуктивности животноводства в 1948 году.
В апреле 1949 года 17-летняя А. П. Ананьева и её напарница А. Н. Маркачева были награждены в Кремле.
После 22 лет работы в колхозе (с 1959 года — в совхозе имени Тельмана) А. П. Паршина, уже в замужестве, в связи с травмой ноги перешла на другую работу и ещё 18 лет проработала в городе Лыткарино Московской области. После выхода на пенсию проживала в посёлке имени Тельмана Раменского района. Ушла из жизни 5 октября 2019, была похоронена в селе Михайловская Слобода Раменского района Московской области, на Старом кладбище.

## В искусстве
Александра Ананьева изображена на плакате Бориса Зеленского «Доярки, добьёмся высоких удоев от каждой фуражной коровы!» (1950).

## Награды
- Герой Социалистического Труда — указом Президиума Верховного Совета СССР от 7 апреля 1949 года;
- Орден Ленина (7 апреля 1949), медаль.